# Can Pla (Palafrugell)
Can Pla és una obra neoclàssica de Palafrugell (Baix Empordà) protegida com a Bé Cultural d'Interès Local.

## Història
Les inicials corresponen a Antoni Pla, pare de Josep Pla, que feu construir la casa quan l'escriptor era un infant, tal com explica a "El Quadern Gris", obra en la qual apareix aquesta casa esmentada en molts capítols com a escenari de les vivències infantils i juvenils de l'escriptor. Josep Pla, però, va néixer a la casa del carrer Nou, 49, actual seu de la fundació Josep Pla.